# Kofi Awoonor

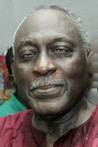
Kofi Awoonor

Kofi Awoonor, född George Awoonor-Williams 13 mars 1935 i Wheta i dåvarande Guldkusten (nu i Voltaregionen i Ghana), död 21 september 2013 i Nairobi, Kenya, var en ghanansk författare, poet, litteraturvetare och diplomat.

## Biografi
Awoonor gick i exil när Kwame Nkrumah avsattes i en militärkupp 1966. Under exilen blev han fil dr i litteratur på State University of New York. Hans doktorsavhandling publicerades senare som Breast of the Earth: A Survey of the History, Culture and Literature of Africa South of the Sahara (1975).  Awoonor återvände senare till Ghana, och greps och fängslades i december 1975, anklagad för att vara inblandad i ett kuppförsök. Han skrev om händelserna i The House by the Sea (1978) och Until the Morning After (1987).
Awoonor dödades i terrorattentatet mot shoppinggallerian Westgate i Nairobi 2013.

## Författarskap
Awoonor är särskilt känd som lyriker, och har bland annat gett ut diktsamlingarna Rediscovery (1964), Night of My Blood (1971) och Ride Me, Memory (1973). Hans poesi är starkt påverkad av ewefolkets traditionella diktning, som han även har skrivit en vetenskaplig avhandling om. Romanen This Earth, My Brother (1971) är ett slags återskapande i modernistisk litterär form av ewefolkets begravningsceremonier. Hans författarskap fick ett nytt uppsving på 1990-talet, då han bland annat gav ut romanen Comes the Voyager at Last (1992) och diktsamlingarna Latin American & Caribbean Notebook (1992) och Herding the Lost Lamb (2002). Han tilldelades National Book Council Award for poetry 2001 och var ordförande i African Literature Association 1998-1999.

## Diplomatisk karriär och politiskt författarskap
Awoonor har även varit en framträdande diplomat, och utsågs bland annat till Ghanas ambassadör i Brasilien 1985 och i Kuba 1989. Han var Ghanas FN-ambassadör mellan 1990 och 1994. Han har ett betydande politiskt författarskap: The Ghana Revolution: A Background Account from a Personal Perspective (1984), Ghana: A Political History from Pre-European to Modern Times (1990) och Africa: The Marginalised Continent (1995).